# 戴茜
戴茜（ダイ チェン、英語表記：Dai Qian）は、中国遼寧省瀋陽市出身の古箏奏者。古箏教室「DaiQian古筝サロン」代表。

## 略歴
- 1987年 古箏（Guzheng）を習い始める。
- 1989年 北京市中南海で国家指導者の前で演奏。
- 1991年 古箏大師・闌俐教授に師事。
- 1992年 瀋陽市「小芸術家」の称号を得る。
- 1994年 遼寧省民族楽器大会で優勝。
- 1995年 瀋陽音楽学院に入学。
- 1996年 中国伝統古箏コンクールで優勝。
- 2002年 来日。古箏教室「DaiQian古筝サロン」を設立。
- 2006年 第7回大阪国際音楽コンクール 民俗楽器部門1位。
- 2013年 DaiQian古筝楽団結成
- 2014年 DaiQian古筝キッズ楽団結成

## ディスコグラフィー
インディーズアルバム
- 「Guzheng」（2009年4月10日）DQ-0001
- 「GuzhengⅡ」（2011年9月21日）DQ-0002

## 受賞歴等
- 1992年 瀋陽市「小芸術家」の称号を得る。
- 1994年 遼寧省民族楽器大会で優勝。
- 1996年 中国伝統古箏コンクールで優勝。
- 2006年 第7回大阪国際音楽コンクール民俗楽器部門1位。